# Musculus palatopharyngeus
Musculus palatopharyngeus er en synkemuskel som udspringer fra aponeurosis palatina i ganen og insererer i svælgets slimhinde. Den danner under sit forløb den bagerste ganebue, hvilket gør dens aftryk synligt på indersiden af munden. Den hæver svælget ved dens kontraktion, en bevægelse der er vigtig for synkerefleksen.

## Referrencer
1. ↑  Tranum-Jensen, Jørgen. Hovedets, halsens og de indre organers anatomi (11 udgave). Munksgaard. ISBN 978-87-628-1559-9.